# Burano
Burano je malý ostrov severoitalské oblasti Benátsko. Rozkládá se v Benátské laguně a jeho rozloha činí 210 080 m². Žije zde zhruba 2 777 obyvatel. Burano je známý svými pestrobarevnými domy a jeho ekonomika se soustředí převážně na cestovní ruch.

## Galerie

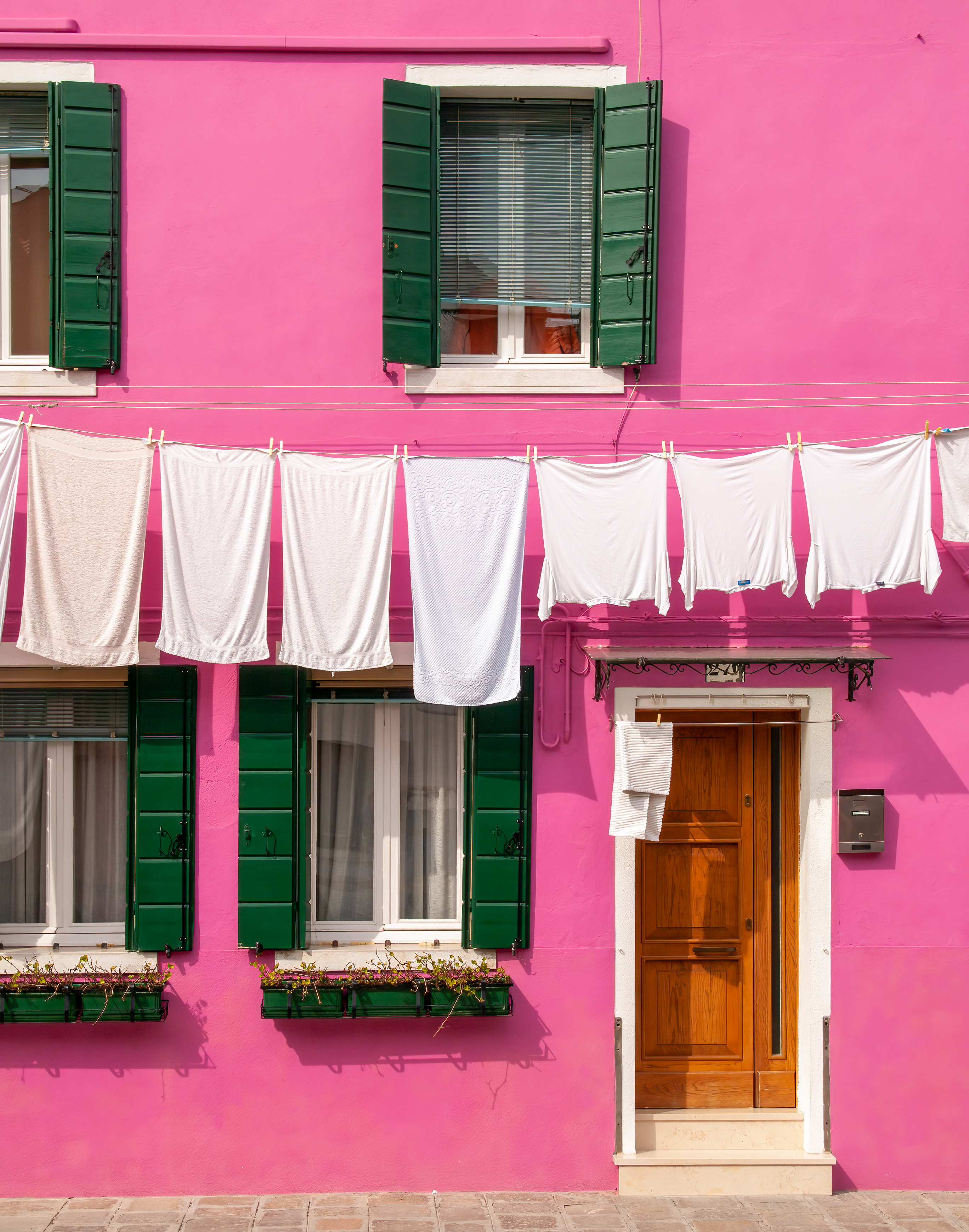
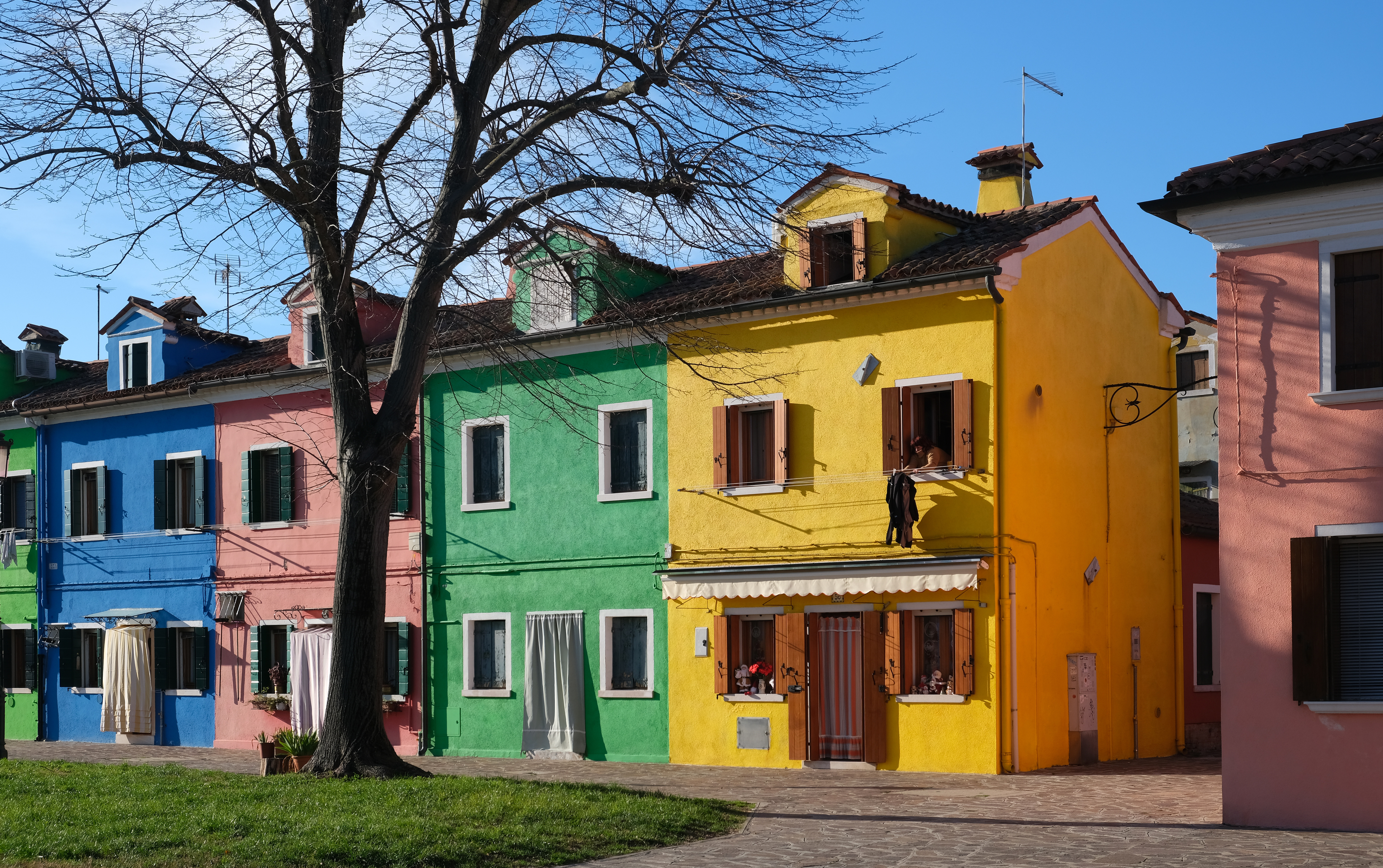
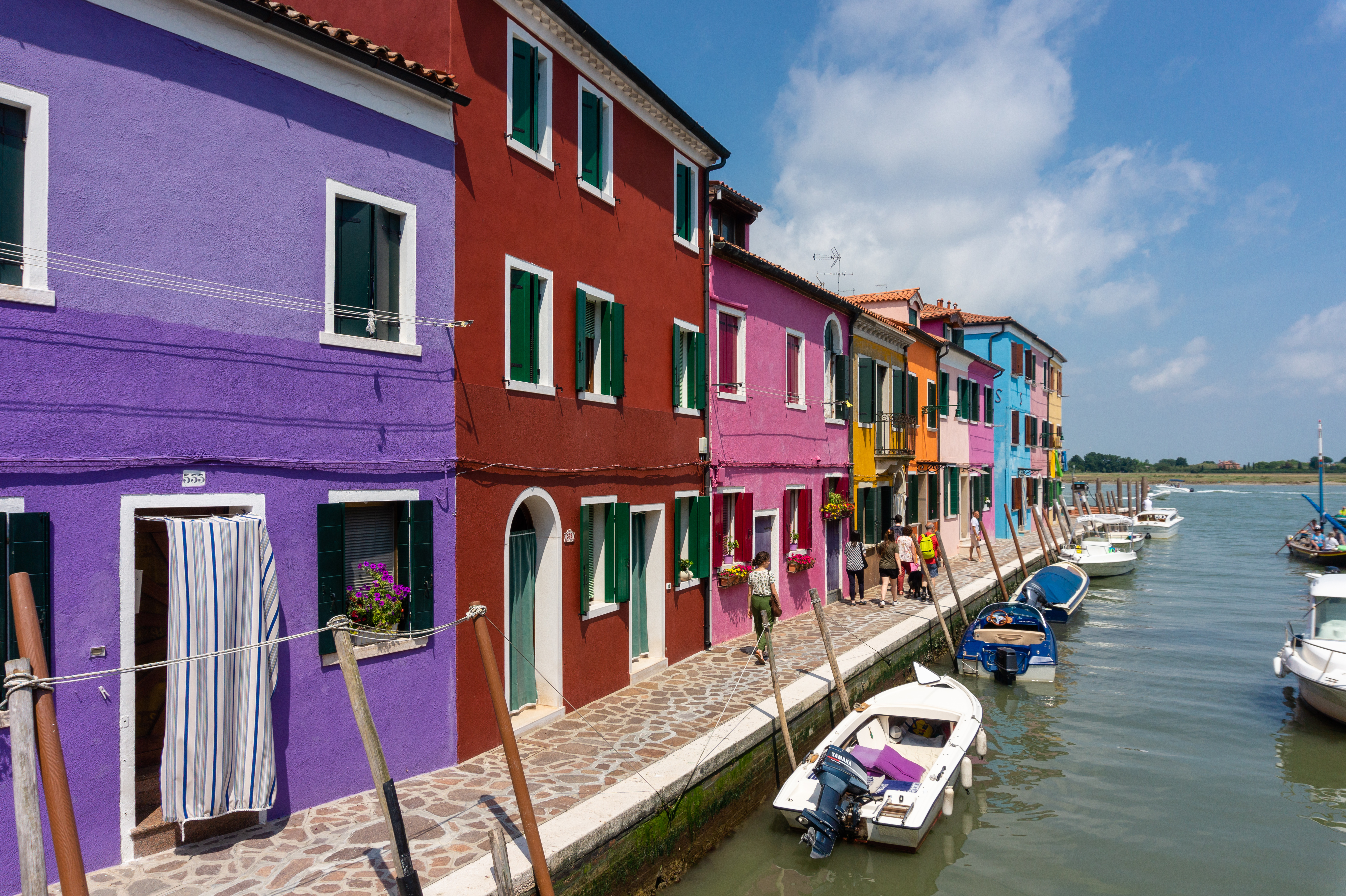
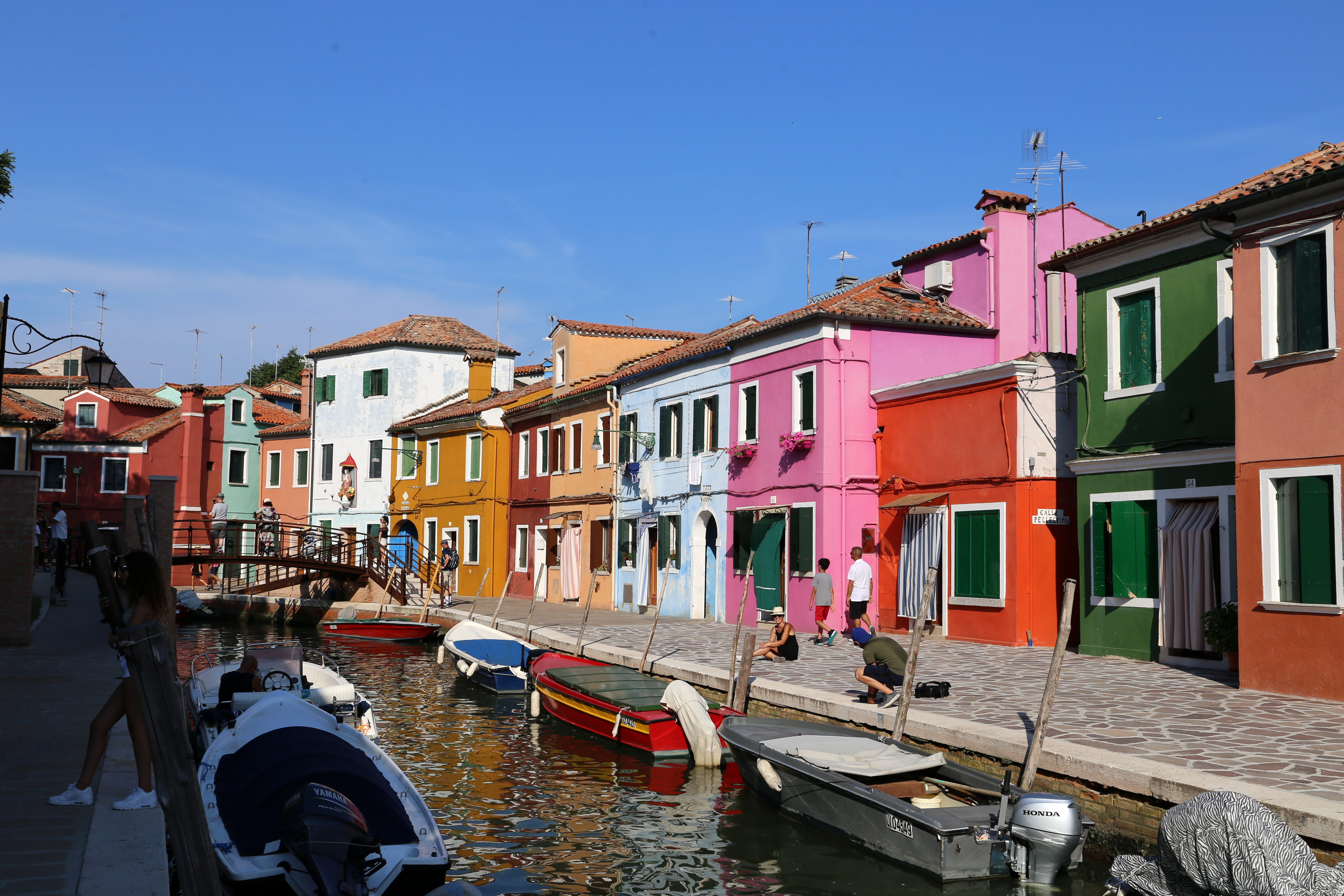